# Le Tout pour le tout (The Walking Dead)
Pour les articles homonymes, voir Le Tout pour le tout.
Le Tout pour le tout (Save the Last One) est le troisième épisode de la Saison 2 de la série télévisée The Walking Dead, classifiée dans le genre des séries télévisées d'horreur post-apocalyptique. L'épisode a d'abord été diffusée sur AMC aux États-Unis le 30 octobre 2011, et a été écrit par Scott M. Gimple et réalisé par Phil Abraham.

## Intrigue
Shane Walsh et Otis étant portés disparus pendant des heures, Hershel Greene informe Rick Grimes et sa femme Lori qu'il doit opérer leur fils Carl sans l'équipement nécessaire.
Andrea et Daryl Dixon partent à la recherche de Sophia Peletier, suivant sa mère Carol pleurant sa perte. Daryl raconte à Andrea son enfance et exprime l'espoir qu'ils réussiront à localiser Sophia. Ils tombent sur un camping abandonné, où une personne s'est suicidée en se pendant à un arbre et est maintenant devenue un marcheur mort-vivant. Daryl insiste pour qu'ils laissent le marcheur seul, mais Andrea refuse fermement. Il lui demande si elle veut continuer à vivre, ce à quoi elle répond avec incertitude. Daryl euthanasie le marcheur alors qu'ils partent. De retour au camp, Dale Horvath tente de se réconcilier avec Andrea en rendant son arme de poing.
Glenn et T-Dog se rendent chez les Greene. Là, Glenn commence à prier pour le bien-être de ses compagnons survivants, tandis que T-Dog reçoit un traitement médical pour un empoisonnement du sang. Pendant ce temps, Carl entre et perd conscience et se souvient brièvement de sa rencontre avec le cerf avant de faire une crise. Une Lori désemparée propose à Rick de mettre fin aux souffrances de Carl, mais Rick insiste pour le maintenir en vie.
Au lycée, Shane et Otis se séparent après avoir lutté contre une horde de marcheurs. Tous deux se blessent aux jambes en s'échappant, ralentissant leur progression. Shane et Otis n'ont apparemment plus d'options pour survivre. Ils commencent à boiter vers leur camion, finissant par manquer de munitions.
Rick et Lori décident de faire l'opération sans l'équipement nécessaire. Alors qu'ils se préparent pour l'opération, Shane arrive avec les fournitures médicales, mais sans Otis. Il prétend qu'Otis s'est sacrifié pour sauver Carl. L'épisode revient pour montrer que Shane a sacrifié Otis en lui tirant une balle dans la jambe et en le laissant comme appât pour les marcheurs pendant qu'il s'échappait avec le médicament. L'épisode se termine dans le présent, avec Shane se rasant la tête, effaçant les preuves d'une tache chauve de cheveux déchirés causée par Otis lors de leur brève bagarre.

## Production
Semblable à son épisode précédent, "Saignée", la photographie principale de Save the Last One a commencé à Newnan, en Géorgie, au Newnan High School en juillet 2011, après avoir reçu l'approbation du conseil municipal et du système scolaire du comté de Coweta. La préparation du site a commencé le 1er juillet et le tournage a commencé au gymnase de l'école sur une période de quatre jours du 7 au 8 juillet et à nouveau du 11 au 12 juillet. L'emplacement a été temporairement rénové pour refléter un camp abandonné de l'Agence fédérale de gestion des urgences. Michael Riley, le directeur de production de l'épisode, a contacté le département de police de Newnan pour collaborer avec les producteurs. En raison de la grande taille du lieu de tournage, la société de production de Riley a informé les quartiers environnants pour atténuer les désagréments. 

"Save the Last One" a marqué la dernière apparition de Pruitt Taylor Vince, dont le personnage a été tué dans l'épisode après que Shane lui ait tiré dessus; cela marque par la suite un tournant pour lui en tant que faux protagoniste. Dans une interview avec Entertainment Weekly, l'écrivain Robert Kirkman a expliqué la réaction de Jon Bernthal à la scène particulière :
"Jon Bernthal a un immense talent et il a beaucoup de professionnalisme. Beaucoup d'acteurs sont entrés dans la salle alors que nous commencions cette saison et Bernthal était l'un de ces acteurs. Il était conscient de beaucoup de choses qui étaient à venir et nous lui avons parlé de son personnage et de ce que nous avions prévu pour lui cette saison et il était d'accord avec beaucoup de choses. C'était agréable de pouvoir parcourir des scénarios avec lui et d'avoir son opinion sur la façon dont il percevait son Parce que les acteurs, souvent, pensent plus à leurs personnages qu'aux scénaristes parce qu'ils se concentrent sur ce seul personnage pendant des mois, voire des années de leur vie. Il était tout préparé pour ça."
Kirkman a déclaré que la mort d'Otis était un "homicide quelque peu justifiable", et a rétorqué que "Otis le ralentissait, et la vie de Carl est en jeu". Il a poursuivi: "C'est The Walking Dead et nous existons dans cette zone grise et nous repoussons vraiment les limites de cela. Mais à la fin de la journée, Shane a tiré sur ce type et l'a laissé pour mort et s'est enfui. C'est un moment assez sombre et cela informe le personnage de Shane et met en place beaucoup de choses qui vont se passer à l'avenir. 

## Accueil

### Audience
Save the Last One a été initialement diffusé le 30 octobre 2011 aux États-Unis sur AMC. Il a été vu par 6,095 millions de téléspectateurs et a atteint une note de 3,1 dans la tranche démographique 18-49, selon l'échelle de Nielsen. L'épisode était le programme le mieux noté de la journée, obtenant des notes considérablement plus élevées qu'un événement de course de stock-cars dans le cadre de la série NASCAR Sprint Cup 2011 sur ESPN et The Next Iron Chef sur Food Network. De même, l'épisode est devenu le deuxième programme câblé le mieux noté de la semaine du 30 octobre, atteignant des notes nettement plus élevées que WWE Rawmais marquant considérablement plus bas qu'un match entre les Ravens de Baltimore et les Jaguars de Jacksonville dans le cadre de la saison 2011 de la NFL. Le nombre total de téléspectateurs et les notes de "Save the Last One" ont modérément diminué par rapport à l'épisode précédent, "Bloodletting", qui a été vu par 6,70 millions de téléspectateurs et a reçu une note de 3,6 dans la tranche démographique 18-49.

### Accueil critique
Save the Last One a été acclamé par les critiques de télévision. Eric Goldman d'IGN a fait l'éloge de l'épisode, lui attribuant une note de neuf sur dix, ce qui signifie une note "étonnante". Il a estimé que c'était son épisode préféré depuis l'épisode pilote de la série, "Days Gone Bye", et a ajouté qu '"il avait des scènes de zombies effrayantes, une bonne action, une interaction de personnage intéressante et une révélation à la fin qui nous a beaucoup donné à traiter." John Serba de The Grand Rapids Press a été divisé sur "Save the Last One"; tout en affirmant qu'il était "immédiatement regardable", il a estimé que l'épisode était déséquilibré dans son ensemble et a critiqué le dialogue. Serba a écrit: "La série continue d'afficher une quantité disproportionnée de dialogues par rapport au développement de ses personnages. Elle doit faire un meilleur travail pour attendre son heure entre les attaques de zombies qui plaisent à la foule." Alan Sepinwall de HitFix a fait écho à des pensées similaires, estimant que "les personnages ont besoin de plus de profondeur. La série semble se présenter comme une étude de personnage à combustion lente dans le contexte d'une apocalypse zombie - et avec suffisamment de scènes de poursuite et d'autres frayeurs pour attirer les gens qui veulent juste une action mangeuse de cerveau - et les personnages doivent être plus complexes qu'eux.
Le journaliste du Baltimore Sun Andrew Conrad a salué l'épisode, citant que le rythme épisodique était plus rapide que l'épisode précédent. Josh Wigler de MTV était d' avis : « L'épisode de ce soir était tout au sujet des paires. Shane et Otis, deux soldats dans un foxhole. Rick et Lori, deux parents en désaccord sur la façon de gérer l'état défaillant de leur fils. Glenn et Maggie, deux étrangers Désespéré d'établir une connexion. Andrea et Daryl, deux opposés essayant de trouver une raison de passer à autre chose. De superbes scènes avec tous ces duos, et cela montre vraiment à quel point le casting de The Walking Dead est fantastique, à la fois dans le fort et le calme des moments." Zack Handlen du Club AVa attribué à l'épisode une note «B +» et a estimé que l'épisode était supérieur à l'épisode précédent. En revanche, Aaron Rutkoff du Wall Street Journal était moins enthousiaste à propos de l'épisode, exprimant, "à vrai dire, après trois épisodes, très peu de choses se sont produites jusqu'à présent cette saison." Sean McKenna de TV Fanatic a affirmé que bien qu'il n'ait aucune direction, "Save the Last One" a réussi à conserver "la tension et l'action qui font de cette émission un moment de sensations fortes chaque semaine".  Il a ajouté: "Je suis sûr que pour certains, le rythme lent en temps réel est un peu gênant, mais pour moi, cela ajoute à l'intensité de la situation des personnages et du spectacle lui-même." De même, Morgan Jeffrey de Digital Spy a déclaré que l'épisode était le versement le plus fort de la saison ainsi que parmi les meilleurs versements de la série. 
Les critiques ont loué le développement du personnage de Shane dans l'épisode, ainsi que l'exécution d'Otis. Nate Rawlings of Time a estimé que c'était un moment sombre pour la série et a estimé que cela ajoutait de l'anticipation au développement futur. Il a écrit: "À un moment donné, Shane devra dire clairement à Rick ce qui est arrivé à Otis. Compte tenu du code moral extrêmement rigide [sic] de Rick et de la volonté démontrée de Shane de faire tout ce qu'il faut pour survivre, la confrontation promet d'être plus grande. qu'une simple bataille de deux mâles alpha. La division Rick/Shane est une bataille de deux leaders avec des idées différentes sur l'humanité et la survie. Mark Maurer de The Star-Ledger a estimé que «l'ouverture à plusieurs niveaux [...] illustre comment la nature impulsive de Shane fait de lui un guerrier précieux quoique impitoyable». Handlen a apprécié le développement du personnage de Shane, écrivant : « Shane a longtemps été le cheval noir du groupe, celui qui est le plus susceptible de sortir de la réserve de moralité, et cette révélation fonctionne bien pour le rapprocher encore plus des ténèbres. Ce n'est pas le moment le plus subtil [...] mais, étant donné à quel point Otis était amical et cool, et étant donné à quel point les deux semblaient bien travailler ensemble, c'est une forte tournure." Il a ajouté qu'en raison de la mort d'Otis, le spectacle a maintenant un sens de l'orientation. "Sa décision de sacrifier Otis est assez facile à justifier; quelqu'un devait revenir pour le bien de Carl, Shane était plus rapide, et les deux n'allaient probablement pas s'en sortir. C'est la beauté de la chose. Dans une certaine lumière, il fait le bon choix." Morgan Jeffrey a écrit : « L'épisode de cette semaine a provoqué encore plus de frayeurs que d'habitude — l'évasion de Shane du lycée était presque insupportablement tendue.